# Мортен Віггорст
Мортен Віггорст (дан. Morten Wieghorst, нар. 25 лютого 1971, Глоструп) — данський футболіст, що грав на позиції півзахисника. По завершенні ігрової кар'єри — футбольний тренер. З січня 2017 року головний тренер клубу «Ольборг».
Будучи футболістом Мортен виступав на позиції опорного півзахисника за датські клуби «Люнгбю» та «Брондбю» і шотландські «Данді» та «Селтік». З 1994 по 2004 рік Віггорст захищав кольори національної збірної своєї країни, провів у її складі 30 матчів, забив три м'ячі. Учасник чемпіонату світу 1998 року та володар Кубка Конфедерацій. Футболіст року в Данії сезону 2002/03.
Після закінчення кар'єри гравця Мортен став тренером — з 2006 по 2011 був наставником данського клубу «Нордшелланд». 28 лютого 2011 року Данський футбольний союз виступив з заявою, що з червня того ж року Віггорст очолить молодіжну збірну Данії. 
Виступав, зокрема, за клуби «Данді», «Селтік» та «Брондбю», а також національну збірну Данії.

## Клубна кар'єра

### «Люнгбю»
Професійна кар'єра футболіста для Мортена почалася в 1989 році, коли він підписав контракт з клубом «Люнгбю». У травні наступного року молодий півзахисник завоював у складі «вікінгів» Кубок Данії, взявши участь в обох матчах фінального протистояння проти команди «Орхус». На початку літа 1991 року Мортен отримав важку травму щиколотки, через яку був змушений пропустити півроку. За підсумками сезону 1991/92 Віггорст з «Люнгбю» став чемпіоном країни, провівши в цьому футбольному році 24 матчі і забивши один гол. У вересні 1992 року півзахисник взяв участь в поєдинках кваліфікаційного раунду Ліги чемпіонів, «вікінги» зустрічалися з шотландським «Рейнджерсом». Ставши єдиною «світлою плямою» в бляклій грі «Люнгбю» в цих матчах, Віггорст зацікавив одразу кілька футбольних колективів з півночі Великої Британії.

### Шотландія
Через два місяці Мортен перебрався в Шотландію, поповнивши ряди клубу «Данді». З «темно-синіми» Віггорст в 1995 році досяг фіналу Кубка шотландської ліги, де проте його команда поступилася «Абердіну».
8 грудня 1995 року півзахисник уклав контракт з «Селтіком», який заплатив за нього «Данді» 600 тисяч фунтів. Перші два сезони у складі «біло-зелених» Віггорст практично повністю пропустив через рецидив травми щиколотки, отриманої ним ще в Данії. У сезоні 1997/98 Мортен нарешті зміг повноцінно виходити на поле. Головний тренер «кельтів» Томмі Бернс довірив Мортену місце в основному складі — півзахисник провів у цьому сезоні 31 з 36 матчів «Селтіка» в Прем'єр-лізі і зіграв важливу роль в завоюванні глазговцями звання чемпіонів країни. Цей титул був ще більш значущим тим, що «біло-зеленим» вдалося нарешті відібрати золоті медалі у своїх одвічних суперників по «Old Firm», «Рейнджерс», які до цієї події дев'ять разів поспіль перемагали в елітному дивізіоні Шотландії.
2000 року Віггорсту діагностували рідкісну хворобу периферичної нервової системи — синдром Гієна — Барре, який іноді призводить до повного паралічу або навіть смерті людини. Весь наступний рік Віггорст провів у лікарні під наглядом лікарів. Але незважаючи на запевнення фахівців про те, що Віггорст повинен забути про футбол, оскільки в кращому разі одужання він буде просто заново вчитися ходити, півзахисник зміг не тільки вилікуватись від небезпечної недуги, але і повернув собі колишні кондиції спортсмена. На фініші сезону 2001/02 він навіть зміг взяти участь у трьох матчах «Селтіка» в чемпіонаті Шотландії. Після закінчення футбольного року Віггорст вирішив не продовжувати контракт з «кельтами» і повернутися на батьківщину.

### «Брондбю»
22 червня 2002]року Мортен на правах вільного агента уклав угоду з данським клубом «Брондбю». Головним ініціатором підписання Віггорста став його колишній партнер по збірної Данії Мікаель Лаудруп, який тільки починав у той час самостійну тренерську кар'єру. 23 листопада 2002 року півзахисник взяв участь в примітній грі — в той день суперником «Брондбю» був клуб «Фарум». На самому початку поєдинку Віггорст в зіткненні з футболістом опонентів серйозно розсік брову. Данець не попросив заміну, йому забинтовали голову, щоб зменшити крововтрату, і він знову вийшов на поле. Матч закінчився тріумфально для Мортена і його клубу — «хлопці з західних окраїн» святкували перемогу з рахунком 7:1, а Віггорст чотири рази зміг відзначитися голом. Незабаром півзахисник був обраний віце-капітаном «Брондбю», а в кінці сезону 2002/03 виграв свій другий Кубок Данії в кар'єрі. За підсумками футбольного року Мортен удостоївся нагороди Футболіст року в Данії. У травні 2004 року в поєдинку проти «Копенгагена» Віггорст серйозно травмував коліно, вибувши з ладу на рік. Повернувшись на поле у квітні наступного року, Мортен взяв участь у фінальних іграх сезону, за підсумками якого «Брондбю» зробив «золотий дубль», ставши чемпіоном країни і володарем національного Кубка. Цей успіх став останнім у кар'єрі Віггорста-футболіста — 26 червня 2005 року півзахисник оголосив про завершення своїх виступів.

## Виступи за збірну
З жовтня 1990 по вересень 1991 року Мортен захищав кольори молодіжної збірної Данії, провів у її складі шість ігор. 
Дебют Віггорста в першій національній команді відбувся 17 серпня 1994 року, коли він вийшов на заміну замість Кіма Вільфорта у товариському матчі проти Фінляндії. На 74-й хвилині матчу півзахисник забив гол і приніс перемогу данцям у цій зустрічі з рахунком 2:1. У своїй другій грі за Данію, якою став поєдинок групового етапу Кубка Короля Фахда у Саудівській Аравії, попередника Кубка конфедерацій, Віггорст знову відзначився забитим м'ячем, на цей раз засмутивши голкіпера збірної Саудівської Аравії Хуссейна ас-Садіка. Також Мортен взяв участь у фінальній зустрічі цього турніру, в якій данці обіграли Аргентину з рахунком 2:0. Восени того ж року Віггорст отримав важку травму щиколотки, через яку на два роки втратив місце у збірній. 
У національну команду Мортен повернувся у вересні 1997 року. В наступному році півзахисник був включений до складу данців на чемпіонат світу 1998 року, що проходив у Франції. На турнірі Мортен провів три гри групового етапу — проти Саудівської Аравії, ПАР, а також стадії 1/8 фіналу — проти Нігерії. 8 вересня 1999 року Віггорст своїм голом у ворота Італії в матчі відбіркового раунду до європейської першості 2000 року допоміг своїй команді здобути важливу перемогу і зайняти друге місце в групі 1. Цей успіх дозволив Данії зайняти підсумкове друге місце в своїй групі 1, випередивши за різницею м'ячів швейцарців. Наступні два роки Мортен знову був змушений відмовитися від ігор за збірну через діагностування йому рідкісної хвороби головного мозку — синдрому Гієна — Барре.
У січні 2003 року Віггорст був включений до складу збірної клубів данської Суперліги, яка мала зіграти кілька матчів проти національних збірних Азії. 1 лютого команда Мортена грала з Іраном. У кінцівці першого тайму гравець суперника данців, прийнявши свист публіки, що спостерігали за зустріччю, за сигнал арбітра до перерви, взяв м'яч в руки в межах своєї штрафної площі. Рефері негайно призначив одинадцятиметровий штрафний удар у бік іранців. Віггорст, який виконував пенальті, після невеликої консультації з головним тренером Мортеном Ольсеном, навмисно пробив мимо воріт. На наступний день цей благородний вчинок став надбанням громадськості, завдяки огляду матчу на телеканалі «CNN». Після закінчення футбольного року Мортен удостоївся нагороди «Fair Play» Міжнародного олімпійського комітету.
Останній матч за національну команду Данії Віггорст зіграв 28 квітня 2004 року, взявши участь у товариській зустрічі з Шотландією. Всього за вісім років виступів за збірну Мортен провів 30 ігор, забивши три м'ячі.

## Кар'єра тренера
Після закінчення кар'єри футболіста Віггорст був запрошений на посаду асистента головного тренера данського клубу «Нордшелланд». На цій позиції Мортен пропрацював сезон 2005/06, після якого з поста наставника «Норшелланна» пішов Джонні Петерсен. Керівництво «диких тигрів» не довго думало над кандидатурами його наступників і запропонувало роботу головного тренера Віггорсту, який погодився на таку перспективу. У перший же рік «Норшелланнд» під керівництвом колишнього гравця збірної Данії посів п'яте місце у чемпіонаті країни, що стало найвищою позицією клубу в першості країни з 2003 року. В наступному футбольному році «дикі тигри» фінішували дев'ятими, але тим не менш кваліфікувалися у розіграш Кубка УЄФА у відповідності з рейтингом Fair Play. У другому за значущістю клубному турнірі Європи сезону 2008/09 «Норшелланнд» добрався до першого раунду, де поступився грецькому «Олімпіакосу». До цього данський клуб успішно подолав два етапи змагання, перегравши естонський ТФМК і шотландський «Квін оф зе Саут». У сезоні 2009/10 Віггорст привів «Норшелланнд» до перемоги в Кубку Данії. Цей трофей став першим в історії клубу. В наступному футбольному році Мортен зі своєю командою повторив цей успіх.
28 лютого 2011 року Данський футбольний союз виступив з заявою, що з червня того ж року Віггорст очолить молодіжну збірну Данії. Мортен допрацював з «Норшелланндом» сезон 2010/11 після чого, залишивши посаду наставника «диких тигрів», очолив данську «молодіжку».
7 лютого 2013 року було повідомлено про те, що він приєднається до «Свонсі Сіті» як помічник тренера клубу Мікаеля Лаудрупа. 4 лютого 2014 року «Свонсі» звільнив його разом з Лаудрупом, всього за три дні до його річного ювілею роботи в клубі.
30 травня 2014 року він був призначений новим головним тренером «Орхуса», підписавши контракт на 3 роки. Йому вдалося в першому ж сезоні зайняти 2 місце і вийти до данської Суперліги. Він був звільнений 5 грудня 2015 року через серію поганих результатів в сезоні 2015/16 данської Суперліги.
2 січня 2017 року був призначений головним тренером «Ольборга».

## Статистика

### Зведена статистика ігор/голів за збірну
| Збірна            | Рік               | Відбіркові матчі ЧС | Відбіркові матчі ЧС | Фінальні матчі ЧС | Фінальні матчі ЧС | Відбіркові матчі ЧЄ | Відбіркові матчі ЧЄ | Фінальні матчі ЧЄ | Фінальні матчі ЧЄ | Кубок Короля Фахда | Кубок Короля Фахда | Товариські матчі | Товариські матчі | Разом | Разом |
| Збірна            | Рік               | Ігри                | Голи                | Ігри              | Голи              | Ігри                | Голи                | Ігри              | Голи              | Ігри               | Голи               | Ігри             | Голи             | Ігри  | Голи  |
| ----------------- | ----------------- | ------------------- | ------------------- | ----------------- | ----------------- | ------------------- | ------------------- | ----------------- | ----------------- | ------------------ | ------------------ | ---------------- | ---------------- | ----- | ----- |
| Данія             | 1994              | —                   | —                   | —                 | —                 | —                   | —                   | —                 | —                 | —                  | —                  | 1                | 1                | 1     | 1     |
| Данія             | 1995              | —                   | —                   | —                 | —                 | 1                   | 0                   | —                 | —                 | 2                  | 1                  | 1                | 0                | 4     | 1     |
| Данія             | 1997              | 2                   | 0                   | —                 | —                 | —                   | —                   | —                 | —                 | —                  | —                  | —                | —                | 2     | 0     |
| Данія             | 1998              | —                   | —                   | 3                 | 0                 | —                   | —                   | —                 | —                 | —                  | —                  | 4                | 0                | 7     | 0     |
| Данія             | 1999              | —                   | —                   | —                 | —                 | 2                   | 1                   | —                 | —                 | —                  | —                  | 2                | 0                | 4     | 1     |
| Данія             | 2002              | —                   | —                   | —                 | —                 | —                   | —                   | —                 | —                 | —                  | —                  | 1                | 0                | 1     | 0     |
| Данія             | 2003              | —                   | —                   | —                 | —                 | 6                   | 0                   | —                 | —                 | —                  | —                  | 4                | 0                | 10    | 0     |
| Данія             | 2004              | —                   | —                   | —                 | —                 | —                   | —                   | —                 | —                 | —                  | —                  | 1                | 0                | 1     | 0     |
| Всього за кар'єру | Всього за кар'єру | 2                   | 0                   | 3                 | 0                 | 9                   | 1                   | 0                 | 0                 | 2                  | 1                  | 14               | 1                | 30    | 3     |

## Титули і досягнення

### Командні
- Чемпіон Данії (2):

«Люнгбю»:  1992/93
«Брондбю»:  2004/05
- Володар Кубка Данії (3):

«Люнгбю»:  1989/90
«Брондбю»:  2002/03, 2004/05
- Володар Суперкубка Данії (1):

«Брондбю»:  2002
- Чемпіон Шотландії (3):

«Селтік»: 1997/98, 2000/01, 2001/02
- Володар Кубка Шотландії (2):

«Селтік»: 1998/99, 2001/02
- Володар Кубка шотландської ліги (3):

«Селтік»: 1997/98, 1999/00, 2000/01
- Володар Кубка Конфедерацій (1):

Данія: 1995

### Особисті
- Футболіст року в Данії: 2003